# 文村
文村（ふみむら）とは、茨城県北相馬郡にかつて存在した村である。現在の茨城県利根町の北西部に位置している。
村の西部には小貝川が流れている。

## 沿革
- 1889年（明治22年）4月1日 - 町村制施行に伴い、早尾村･大平村･横須賀村･羽根野村･上曽根村･下曽根村･下井村･押付新田が合併し北相馬郡文村が発足。
- 1955年（昭和30年）1月1日 - 布川町、文間村、東文間村と合併し、利根町が発足。